# Tratado de Cooperación en materia de Patentes (PCT)
El Tratado de Cooperación en materia de patentes (PCT), conocido generalmente solo por las siglas PCT (Patent Cooperation Treaty), es un tratado internacional sobre patentes redactado en 1970. Este tratado incorpora un procedimiento único de solicitud de patentes para proteger las invenciones en todos los países miembros. Para diciembre de 2022, el PCT contaba con 157 partes contratantes.
Al realizarse una única solicitud, se realiza una única búsqueda internacional válida para todos los países, junto con una Opinión escrita sobre si la invención cumple los requisitos de novedad, actividad inventiva y aplicabilidad industrial que se exigen para la concesión de la patente.
De forma opcional se puede solicitar que se realice un examen preliminar de la solicitud, durante el cual el examinador entra en contacto con el solicitante para, modificando la solicitud, lograr que esta cumpla los requisitos.
Una vez finalizado el procedimiento PCT, ya sea con una opinión escrita o informe del examen preliminar positivo o negativo, el solicitante ha de traducir y presentar la solicitud en cada uno de los países en que desee la protección para que se conceda o deniegue la patente según las leyes nacionales. El procedimiento PCT no concede patentes.
Este tratado ofrece dos ventajas principales
1. A los solicitantes de patentes, el permitirles retrasar la entrada en fase nacional, en donde se realiza la mayor parte de la inversión de solicitar las patentes, hasta 30 meses, ofreciéndoles además una opinión previa de las posibilidades de concesión.
2. A los países miembros, el recibir un resultado de la búsqueda internacional, y en su caso una opinión escrita o informe del examen preliminar en el que basarse para la concesión o denegación de la patente, reduciendo de esta forma la carga de trabajo de las oficinas de patentes.

## Historia
Previo a la existencia de PCT, las personas que deseaban registrar sus patentes en distintos países tenían que hacerlo a través de aplicaciones diferentes en cada uno de ellos, siguiendo lo establecido en el Convenio de París.
El Tratado de Cooperación en materia de patentes se firmó en Washington en 1970, entrando en vigor en 1978, aproximadamente en paralelo con el Convenio sobre la Patente Europea. La primera aplicación de registro internacional de una patente conforme al PCT fue presentada el 1 de junio de 1978. En ese momento 18 países pertenecían al PCT.
El PCT ha sido enmendado en tres ocasiones: el 28 de septiembre de 1979, el 3 de febrero de 1984 y el 3 de octubre de 2001.
Desde su entrada en vigor ha tramitado más de 1.000.000 de solicitudes, habiendo recibido medio millón entre los años 2000 y 2005.

## Etapas del procedimiento
La primera fase del procedimiento es el depósito de una solicitud de patente en la Oficina Receptora de un país miembro del PCT o invitado. Dicha solicitud debe indicar la voluntad de utilizar el procedimiento PCT. Como primera ventaja del procedimiento, la solicitud sólo se presentará en un único idioma, pese a tener validez en todos los países elegidos donde se busca la protección (por defecto todos los firmantes, aunque se puede retirar la elección de Alemania, Rusia y la República de Corea)
La Oficina Receptora envía la solicitud a una Administración Internacional de Búsqueda (ISA) que realiza la búsqueda en el estado de la técnica de todos aquellos documentos que puedan afectar a la novedad o actividad inventiva y tengan fecha anterior a la de presentación de la solicitud o la fecha de prioridad, con los que realiza el Informe de búsqueda internacional. Para toda solicitud presentada tras el 1 de enero de 2004, la ISA emite también una Opinión escrita sobre la patentabilidad de la invención.
A los 18 meses de la fecha de prioridad la OMPI publica la solicitud internacional en uno de los idiomas de publicación (chino, inglés, alemán, español, francés, ruso o japonés). Si la presentación se realizó en uno de estos idiomas, se usará el texto original de la solicitud. En caso contrario se traducirá al inglés.
El solicitante puede pedir que se realice un Examen preliminar internacional durante el cual entra en contacto con la Autoridad de Examen Preliminar Internacional (IPEA) para realizar las modificaciones que sean necesarias y de esta forma lograr que la solicitud cumpla los requisitos de patentabilidad.
Este Examen preliminar internacional puede no designar a todos los países previamente elegidos. Con ello se indica que el resultado del examen no les será enviado.
Finalmente, por regla general, a los 30 meses de la fecha de prioridad o de presentación (la que sea anterior), se inician las fases nacionales o regionales (por ejemplo ante la Oficina Europea de Patentes), en las que se conceden o deniegan las patentes según las leyes nacionales o regionales. Algunos países exigen que la entrada se realice como máximo a los 20 meses de la fecha de prioridad y otros incluso un poco después de los 30 meses, debido a incompatibilidades en la legislación nacional previa de cada país que de momento no ha sido subsanada y permanecerá así hasta que los países respectivos lo decidan. La OMPI ofrece una lista cumulativa de los plazos por país.
Algunos de los países que no han ratificado el PCT (a octubre de 2014) son Argentina y Venezuela, por ejemplo.